# Palicourea alpina
Palicourea alpina är en måreväxtart som först beskrevs av Olof Swartz, och fick sitt nu gällande namn av Dc.. Palicourea alpina ingår i släktet Palicourea och familjen måreväxter. Inga underarter finns listade i Catalogue of Life.